# Georg Klusemann

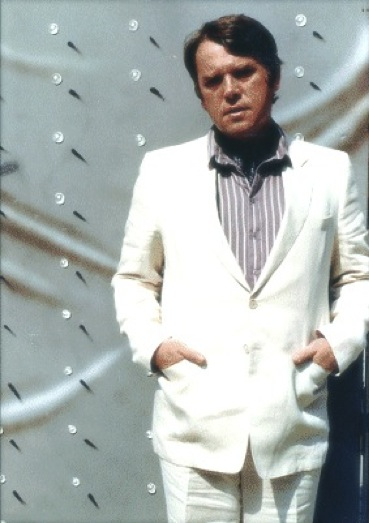
Georg Klusemann 1980 vor einem seiner Werke anlässlich einer Ausstellung in Xanten

Georg Klusemann (* 13. Mai 1942 in Essen; † 4. Mai 1981 in Pisa) war ein deutscher Maler und Kinderbuchautor.

## Leben
Georg Klusemann gehört zu der Gruppe deutscher Künstler wie zum Beispiel Werner Gilles, Eduard Bargheer oder Gerhard Hoehme, in deren Werk eine spezifische Italienerfahrung wirksam wurde. Nach seinem Studium an der Kunstakademie Düsseldorf in den Jahren 1962 bis 1968, dort zuletzt als Meisterschüler bei dem Bühnenbildner Teo Otto, und nach ausgedehnten Studienreisen, die ihn u. a. nach Spanien, in den Vorderen Orient oder nach Südamerika führten, gewann sein künstlerisches Schaffen in den Jahren um 1970 ein klares eigenes Profil. Vielfältige Impulse der europäischen Malerei, mal mehr oder weniger deutlich, ob von Joan Miró, Victor Vasarely, Giorgio Morandi oder Domenico Gnoli, aus Surrealismus oder Op-Art, sind in dem Werk verarbeitet und haben sich in das eigene Konzept verwandelt.
Klusemann hat als Maler, Zeichner, Graphiker, Dichter und Kinderbuchautor gearbeitet. Sein Nachlass umfasst etwa 350 Gemälde, 330 druckgraphische Blätter, Hunderte von Handzeichnungen, Gouachen und Aquarelle sowie ein lyrisches Werk und Kunstmärchen. Seine Kinderbücher sind beim Peter Hammer Verlag und bei Beltz & Gelberg erschienen. Ein komplettes Werkverzeichnis ist im Auftrag des Landschaftsverbands Rheinland und des Rheinischen Landesmuseums Bonn erschienen.
Klusemanns Gemälde und sein graphisches Werk wurden in mehr als 40 Ausstellungen in Frankreich, Spanien, Italien, Deutschland, USA und Venezuela gezeigt. Die wichtigsten Werkschauen nach seinem Tod fanden im Folkwang-Museum in Essen, im Kunstverein für die Rheinlande und Westfalen in Düsseldorf, im Goethe-Institut New York, im Museo Bagatti Valsecchi in Mailand und im Museo d’arte contemporanea Villa Croce in Genua statt.
Er ist mit einzelnen Werken im Metropolitan Museum in New York, im Museum of Modern Art in New York, in der Albertina in Wien, im Rheinischen Landesmuseum in Bonn, im Museo d’arte contemporanea Villa Croce in Genua, im Museo de Bellas Artes in Caracas sowie in zahlreichen Privatsammlungen vertreten.

## Film
Klusemann ist die Hauptfigur eines von ARTE produzierten Dokumentarfilms. Der Film zeigt die Suche seiner Tochter Caterina Klusemann nach dem verstorbenen Vater. In dem Film kommen seine Frau Elena Hochman-Klusemann sowie die Freunde Ingrid Bachér, Ulrich Erben, Hans-Joachim Gelberg und Hermann Schulz zu Wort.

## Nachweise
1. ↑  Georg Klusemann (2 Bände), hrsg. von Hans M. Schmidt, Ostfildern: Hatje-Cantz ISBN 3-7757-0913-4

| Personendaten    | Personendaten                       |
| ---------------- | ----------------------------------- |
| NAME             | Klusemann, Georg                    |
| KURZBESCHREIBUNG | deutscher Maler und Kinderbuchautor |
| GEBURTSDATUM     | 13. Mai 1942                        |
| GEBURTSORT       | Essen                               |
| STERBEDATUM      | 4. Mai 1981                         |
| STERBEORT        | Pisa, Italien                       |